# Roger Stone
Roger Jason Stone Jr.,  född 27 augusti 1952 i Norwalk, Connecticut, är en amerikansk politisk konsult,, lobbyist och författare som sedan 1970-talet arbetat för flera presidentkandidater för det Republikanska partiet som Richard Nixon, Ronald Reagan, Jack Kemp, Bob Dole och Donald Trump.
Stone har gjort sig känd för att sprida lögner och konspirationsteorier. Han har bland annat i en bok påstått att Lyndon B. Johnson dödade John F. Kennedy och han hävdar att Bill Clinton är en serievåldtäktsman.
Han har beskrivit sitt politiska arbetssätt som "attack, attack, attack - aldrig försvar" och "erkänn ingenting, förneka allt, organisera en motattack".
Roger Stone har själv hävdat att han organiserade Brooks Brother-upproret då ett hundratal män stoppade rösträkningen i Florida den 14 november 2000. Aktionen banade väg för George W Bushs seger i presidentvalet i USA år 2000.
Den 25 januari 2019 arresterades Stone i sitt hem i Fort Lauderdale, Florida. Han anklagades för att ha manipulerat vittnen, ljugit inför kongressen och förhindrat rättvisans gång. I november 2019 dömdes han till 40 månaders fängelse. Den 10 juli 2020, dagar innan Stone skulle infinna sig i fängelset, upphävde Trump straffet. Den 23 december 2020 benådades Stone av Trump.
Stone och Donald Trump har arbetat tillsammans sedan slutet av 80-talet.
År 2017 figurerade Stone i en dokumentärfilm på Netflix med titeln Get Me Roger Stone, skriven och regisserad av Dylan Bank, Daniel DiMauro och Morgan Pehme. Filmen handlar om Stones politiska förflutna samt hans inblandning i Donald Trumps presidentkampanj inför det amerikanska presidentvalet 2016.
Stone har en tatuering med Richard Nixons porträtt på sin rygg.